# Impact Knockouts Championship
Het Impact Knockouts World Championship is een vrouwelijk professioneel worstelkampioenschap dat gecreëerd werd en eigendom is van de Amerikaanse worstelorganisatie Impact Wrestling (voorheen bekend als Total Nonstop Action Wrestling (TNA)).
Het titel was voorheen bekend als het TNA Women's World Championship, het TNA Women's Knockout Championship, het TNA Knockouts Championship, het Impact Wrestling Knockouts Championship, het Unified GFW Knockouts Championship, het GFW Knockouts Championship.

## Geschiedenis

### TNA Knockout
TNA Knockout, of kortweg gewoon Knockout, is een term die gebruikt wordt in TNA. Het verwijst naar de professionele vrouwelijke worstelaars; het is vergelijkbaar met TNA's rivaal World Wrestling Entertainment (WWE) en hun "Divas" pseudoniem. TNA's eerste vrouwelijke prestaties werd aangekondigd op TNA's eerste wekelijkse pay-per-view (PPV) evenement op juni 2002. De prestaties heette de "Miss TNA" kroon. De houder van de kroon werd beslecht in een lingerie battle royal op 19 juni 2002, dat uitgezonden werd op televisie op 26 juni 2002. De deelnemers waren Alexis Laree, Elektra, Erin Bray, Francine, Miss Joni, Sasha, Shannon, Taylor Vaughn en Teresa Tyler. Vaughn elimineerde Elektra als laatste om de kroon te winnen. Het "The TNA Knockout of the Year" is een andere award in TNA dat gegeven werd aan de knockout (worstelaarster) die meest actief of de beste was in dat jaar. Het meest recente "Knockout of the Year" was Gail Kim in 2007
Op 20 augustus 2009, Impact!-aflevering, achtergrondinterviewer Lauren kondigde aan dat TNA een "acht-team single eliminatie tag team toernooi" voor het kronen van de eerste TNA Knockout Tag Team Champions ooit. Na vier weken lang won het duo Sarita en Taylor Wilde de finale van The Beautiful People (Madison Rayne en Velvet Sky) en werden zo de eerste kampioenen. De finale gebeurde op 20 september tijdens de No Surrender, een pay-per-viewevenement.

### Creatie
TNA kondigde voor het eerst in september 2007 op "TNA Mobile" aan dat ze plannen maakten voor een worstelkampioenschap voor vrouwen: het TNA Women's World Championship. Later in dat maand, TNA begon een "10 knockout gauntlet match" te promoten, dat werd gehouden op 14 oktober 2007 tijdens de Bound for Glory evenement. Op het evenement zelf, Gail Kim versloeg Ms. Brooks, Christy Hemme, Awesome Kong, Roxxi Laveaux, Talia Madison, Shelly Martinez, Jackie Moore, O.D.B. en Angel Williams. Gail Kim bekwam zo de eerste kampioene. In 2008 werd het TNA Women's World Championship van naam veranderd in het TNA Women's Knockout Championship.

## Huidige kampioen
| Huidige kampioen | Datum           | Vorige kampioen | Evenement       |
| ---------------- | --------------- | --------------- | --------------- |
| Mickie James     | 23 oktober 2021 | Deonna Purrazzo | Bound for Glory |